# Sweet Home (webtoon)
Sweet Home (tiếng Hàn: 스위트 홈; Romaja: Seuwiteu Hom) là một webtoon của Hàn Quốc được sáng tác bởi Kim Carnby và được minh họa bởi Hwang Young-chan. Bộ truyện tranh này được xuất bản lần đầu trên Naver Webtoon. Webtoon này đã ra mắt tổng cộng 140 chương cộng với 1 đoạn mở đầu từ ngày 12 tháng 10 năm 2017 đến ngày 2 tháng 7 năm 2020. Webtoon này xoay quanh một nam sinh trung học có ý định tự sát nhưng bất thành, sau đó là diễn biến cậu cùng với một nhóm cư dân chung cư đang cố gắng sinh tồn sau ngày tận thế "quái vật hóa" (goemulhwa), nơi mọi người biến thành quái vật từ chính mong muốn sâu thẳm, tuyệt vọng nhất của họ.
Webtoon này là tác phẩm hợp tác thứ hai của Kim và Hwang, trước đó tác phẩm đầu tiên là Bastard (2014–16). Tính đến tháng 1 năm 2021, phiên bản tiếng Anh chính thức của Sweet Home đã thu hút được 2,4 triệu người đăng ký và 15,2 triệu lượt thích. Phiên bản in của Sweet Home được phát hành từ ngày 28 tháng 2 năm 2020 bởi Wisdom House. Tác phẩm cũng đã được chuyển thể thành một loạt phim cùng tên phát sóng trên nền tảng Netflix phát hành vào ngày 18 tháng 12 năm 2020. Phần tiền truyện có tựa đề Shotgun Boy, do Kim viết kịch bản và Hongpil minh họa với Hwang giám sát biên tập, được phát hành trên Naver Webtoon bắt đầu từ ngày 22 tháng 2 năm 2021.